# Alejandro Maureira
Alejandro Antonio Maureira Cueto (Viña del Mar, Chile, 26 de julio de 1983) es un exfutbolista chileno. Jugaba de mediocampista o delantero y su último equipo fue el Magallanes de la Primera B de Chile.

## Clubes
| Club                | País      | Año       |
| ------------------- | --------- | --------- |
| Fernández Vial      | Chile     | 2002-2004 |
| Deportes Arica      | Chile     | 2005      |
| Ñublense            | Chile     | 2006-2007 |
| Deportivo Zacapa    | Guatemala | 2007-2008 |
| Lota Schwager       | Chile     | 2008      |
| Deportes Concepción | Chile     | 2009      |
| Curicó Unido        | Chile     | 2010-2011 |
| Everton             | Chile     | 2012      |
| Santiago Morning    | Chile     | 2012      |
| Magallanes          | Chile     | 2013      |